# Euryattus leopoldi
Euryattus leopoldi là một loài nhện trong họ Salticidae.
Loài này thuộc chi Euryattus. Euryattus leopoldi được Carl Friedrich Roewer miêu tả năm 1938.